# چرنیتسکی
چرنیتسکی (به لاتین: Chernytskyi) یک آبشار در اوکراین است که در Nadvirna Raion واقع شده‌است.